# Gunnar Olausson
Knut Gunnar Olausson, född 22 maj 1918 i Göteborgs Gamlestads församling, död 28 juni 1972 i Söndrums församling i Halmstads kommun, var en svensk målare.
Han var son till fabriksarbetaren Oscar Olausson och hans hustru Berta samt gift med Ingrid Elisabet Arbin. Han studerade konst vid Otte Skölds målarskola 1941–1943 samt för Gunnar Svenson och Hugo Zuhr vid Kungliga konsthögskolan 1945–1950. Separat ställde han bland annat ut på Karlskoga konsthall, i Västerås och Vänersborg. Tillsammans med Olof Arén ställde han ut på Värmlands Museum och med Chenie Ekström på Lilla Galleriet i Stockholm samt med Ture Fabiansson och Kurt Lindon hos Köpings konstförening. Han medverkade i grupputställningar på Konstsalong Rålambshof och i ett flertal av Sveriges allmänna konstförenings samlingsutställningar på Liljevalchs konsthall i Stockholm. Hans konst består av ett stort varierande motivval men han visade en viss förkärlek för figurkompositioner utförda i olja eller akvarell. Olausson är representerad vid Moderna Museet och Västerås kommun.